# Jennie McCormick
Jennie Margaret McCormick, nata Brown (Wanganui, 1963), è un'astronoma amatoriale neozelandese, accreditata dal Minor Planet Center della scoperta dell'asteroide 386622 New Zealand, effettuata il 16 settembre 2009.
McCormick ha pubblicato su diverse riviste e ha vinto premi per i suoi contributi all'astronomia. È membro della Auckland Astronomical Society dal 2016 e membro della Royal Astronomical Society of New Zealand (RASNZ) dagli anni '90. È stata la coordinatrice neozelandese del progetto "100 ore di astronomia" per l'Anno internazionale dell'astronomia 2009. È membro di Astronomi Senza Frontiere dal 2011.

## Biografia
Jennie McCormick è nata e cresciuta a Wanganui dove ha frequentato il Whanganui Girls' College. La sua famiglia si trasferì ad Auckland quando lei aveva 15 anni. Inizialmente lavorò in una stalla con cavalli da corsa, ma all'età di 29 anni, dopo aver frequentato una conferenza allo Stardome di Auckland, McCormick si unì alla Auckland Astronomical Society (AAS), che l'ha presentata ad "astronomi dilettanti e accademici che la pensano allo stesso modo". Vive nella città di Manukau.

## Carriera

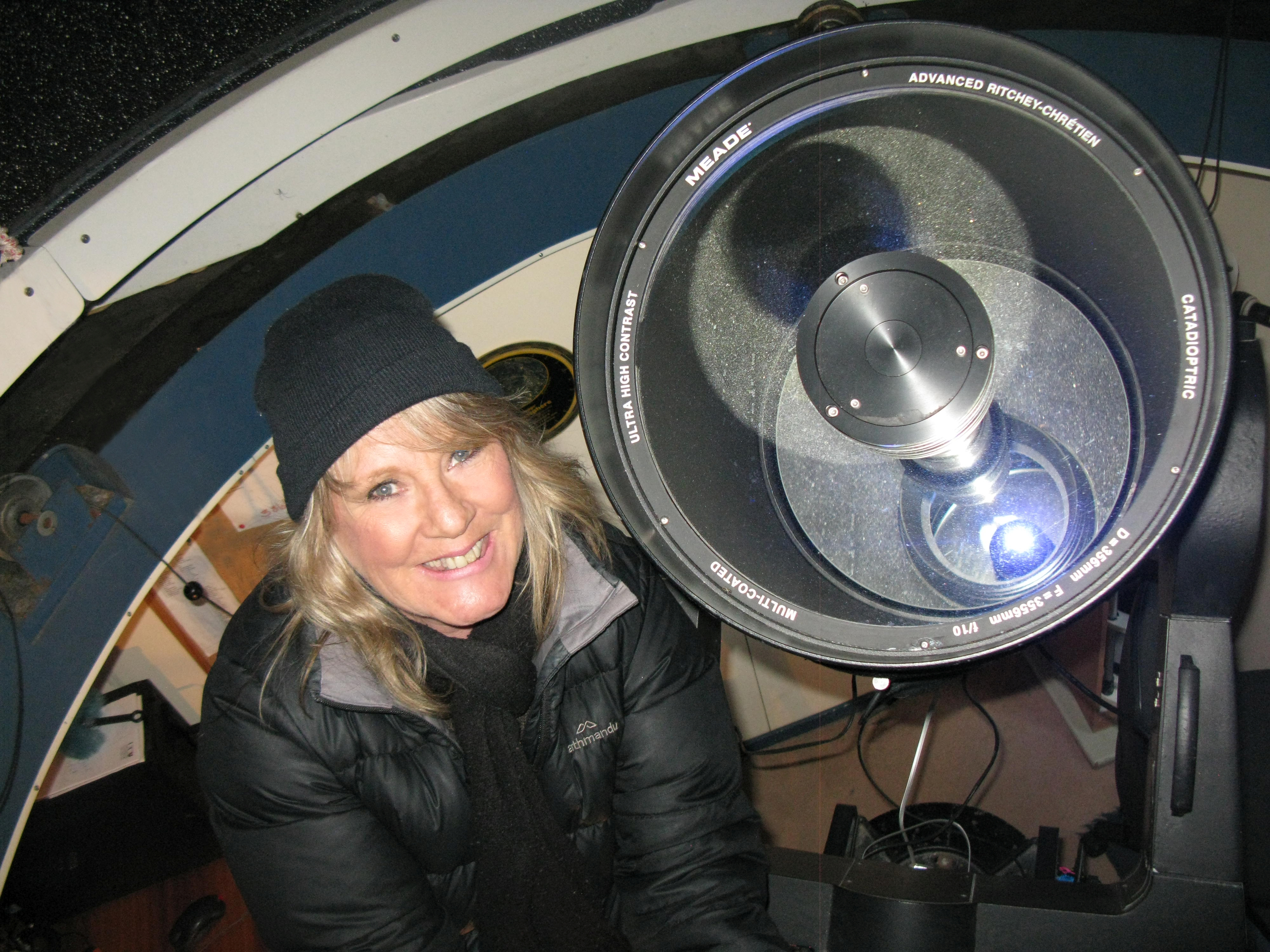
Jennie McCormick nel 2020

Dal 2002 è proprietaria unica di Farm Cove Observatories, un osservatorio a Pakuranga, un sobborgo di Auckland. L'osservatorio ha il codice IAU E85 ed è dotato di un telescopio Schmidt-Cassegrain da 25 cm. La costruzione iniziò nel 1999 e fu inaugurata il 14 febbraio 2000.
Come astronoma, dal 2015 ha scoperto 20 esopianeti. Il 16 settembre 2009, ha scoperto l'asteroide della fascia principale interna 2009 SA 1 presso l'Osservatorio di Farm Cove, asteroide che è stato nominato (386622) Nuova Zelanda il 21 maggio 2016.

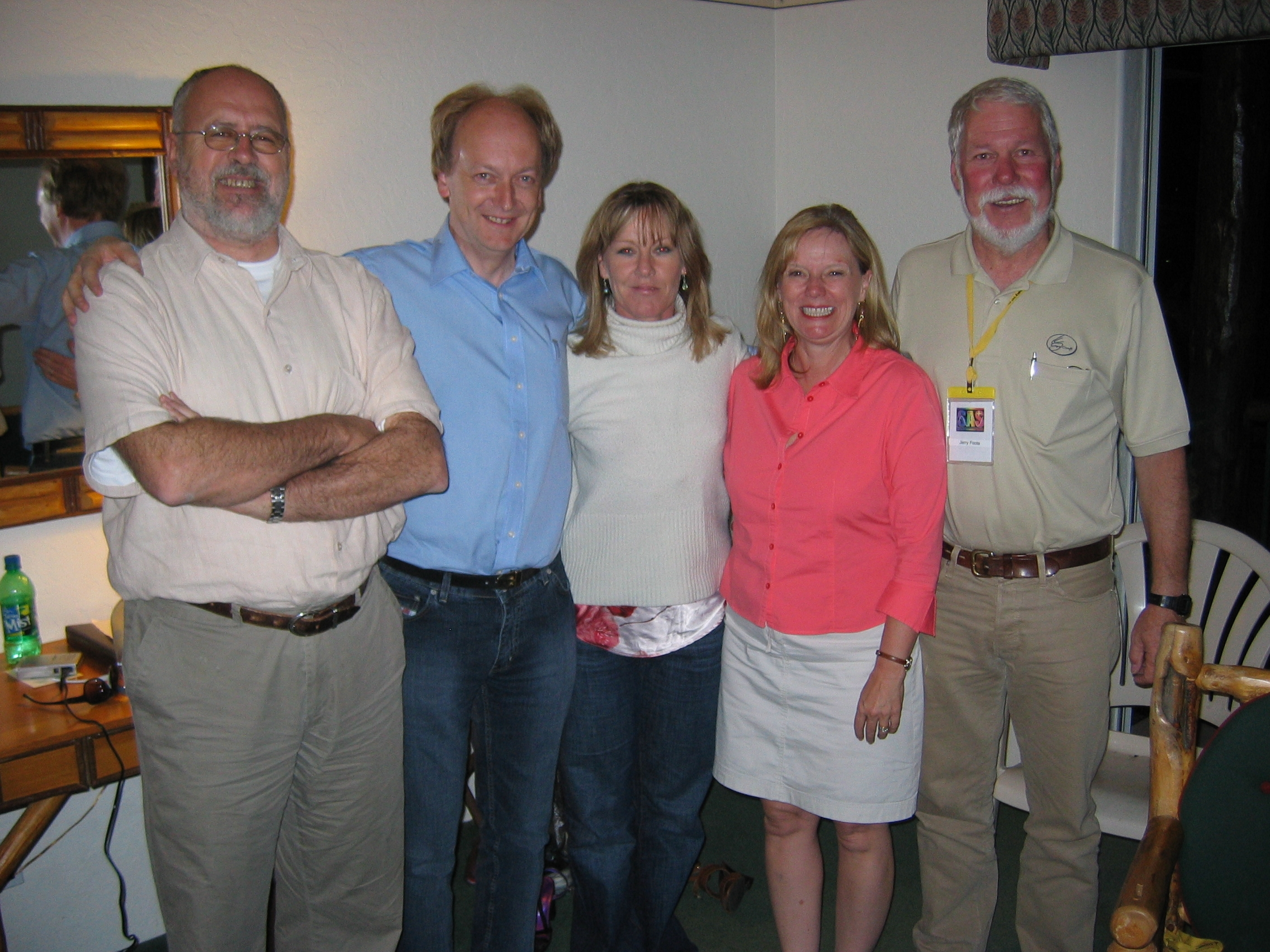
Incontro degli osservatori CBA a Big Bear Lakes, California 2006

All'inizio del 2000, McCormick è diventata membro del CBA, The Center for Backyard Astrophysics con sede alla Columbia University. Il gruppo è impegnato nello studio fotometrico a lungo termine delle stelle variabili cataclismiche o CV. L'Osservatorio di Farm Cove è noto come CBA Pakuranga.

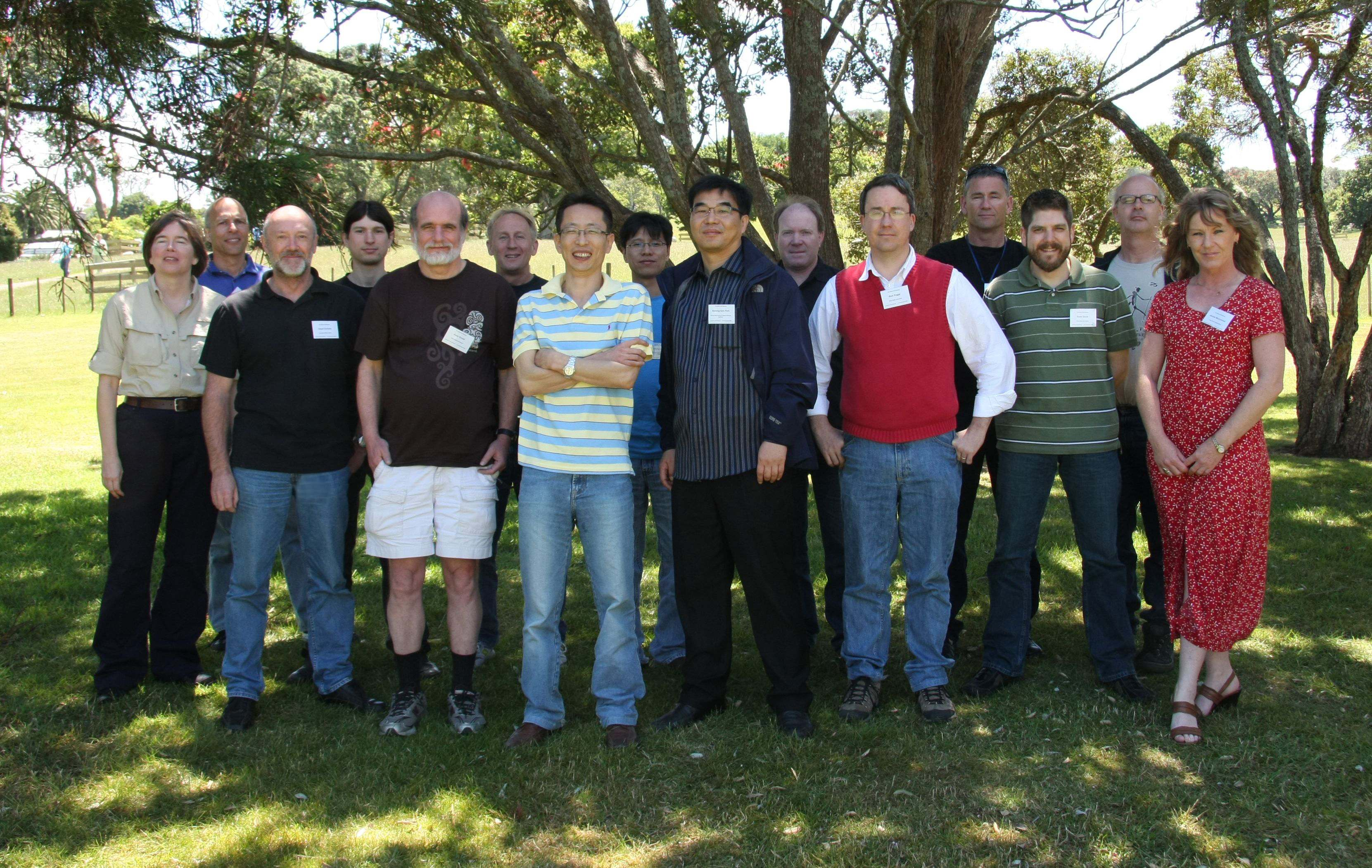
Primo incontro del team Microfun tenutosi ad Auckland, Nuova Zelanda, nel 2008

Nel 2004 McCormick è entrata a far parte della MicroFUN Collaboration Microlensing Follow-up Network, una associazione di osservatori provenienti dai cinque continenti, sia professionisti che amatoriali, dedicata al monitoraggio fotometrico degli eventi di microlensing nel Bulge Galattico. L'obiettivo scientifico primario di questo gruppo è osservare eventi di microlente ad alto ingrandimento che offrono il miglior potenziale per rilevare pianeti extra-solari. L'Osservatorio di Farm Cove è noto come MicroFun Farm Cove. Nell'ambito di un progetto collaborativo MicroFUN del 2005, McCormick, insieme ad un altro astronomo neozelandese, Grant Christie, è stata accreditata per aver contribuito ad ottenere la conferma dell'esistenza di un pianeta distante circa 15.000 anni luce dalla Terra, ritenuto uno dei "più distanti" pianeti "mai scoperto".

## Astronoma amatoriale
McCormick viene solitamente definita un'astronoma dilettante o amatoriale, un termine che Caren Cooper, nel suo libro Citizen Science: How Ordinary People are Changing the Face of Discover, ha notato come fosse una "frase di vecchia data e non dispregiativa in astronomia... [che richiede a una persona ] di avere enormi capacità, dedizione e competenza". Nel libro, Cooper intervistò McCormick e discusse il ruolo e il contributo degli astronomi dilettanti. Sebbene McCormick inizialmente avesse affermato di non essere "sensibile riguardo alle parole", ha affermato che gli astrofili producono dati di alta qualità con maggiore regolarità grazie al buon accesso alla propria attrezzatura che consente la flessibilità di negoziare i "capricci del tempo...[e gestire]...le caratteristiche non stazionarie e variabili delle stelle...". McCormick ha anche detto che i dilettanti possono osservare per periodi più lunghi ininterrottamente rispetto alla maggior parte dei professionisti e questo ha avuto particolare rilevanza per la Nuova Zelanda, perché a causa della sua posizione geografica, "il rigonfiamento galattico passa quasi sopra la testa di Auckland permettendo alle osservazioni di continuare ininterrottamente fino all'alba".

## Pubblicazioni selezionate
- Supergobbe in binari cataclismici (2005).[17] Un articolo in cui McCormick descriveva la ricerca di supergobbe positive nelle variabili cataclismiche come frazioni del periodo orbitale.
- Fotometria CCD da un piccolo osservatorio in una grande città (2006).[18] McCormick è stata l'unica autrice di questo articolo che ha fornito dettagli sul lavoro svolto dall'Osservatorio Farm Cove dal 2000 raccogliendo 1339 ore di dati che hanno svolto un ruolo chiave nella co-scoperta dell'esopianeta, OGLE -2005-BLG -071L.
- Possibile utilizzo di uno strumento da parte di una gazza australiana (Gymnorhina tibicen) (2007).[19] Scritto da McCormick, questo articolo riportava la manipolazione di strumenti da parte della gazza australiana e concludeva, nonostante ci fossero poche prove precedenti, [che] "le gazze, come molti corvoidi, manipolano gli oggetti nel becco quando non costruiscono il nido. ..[e]... quindi [lei] interpreta[ndr] il comportamento qui descritto come potenzialmente la prima osservazione dell'uso di strumenti nella gazza australiana".
- La storia dell'Osservatorio Farm Cove (2014).[16] Questo libro, scritto da McCormick, documenta la storia dell'Osservatorio Farm Cove dalla sua concezione alla fine degli anni '90 e ripercorre tutta l'installazione delle attrezzature e il coinvolgimento di professionisti e volontari per renderlo pienamente operativo entro il 2000. Diverse scoperte di McCormick e altri all'osservatorio sono documentate.
- T Pyxidis: morte per mille novae (2016).[20] Un articolo nel Monthly Notice della Royal Astronomical Society, scritto in collaborazione con McCormick, che registrava un progetto ventennale per tracciare l onda fotometrica e orbitale della T Pyxidis nova.
- The Spin-period History of Intermediate Polars (2020).[21] McCormick è coautrice di questo studio internazionale che ha esaminato la storia di cinque polari intermedie da quando sono state scoperte.

## Riconoscimenti e premi
Nel 2006, in occasione del Queen's Birthday Honors, McCormick è stata nominata membro dell'Ordine al merito della Nuova Zelanda per i servizi resi all'astronomia. Nel 2006 le è stato assegnato il Murray Geddes Memorial Prize della Royal Astronomical Society of New Zealand. Nel 2016 è stata nominata Fellow della Royal Astronomical Society of New Zealand.